# Gäddegylet (Ringamåla socken, Blekinge, 624577-144169)
Gäddegylet är en sjö i Karlshamns kommun i Blekinge och ingår i Mieåns huvudavrinningsområde. Sjön är 7 meter djup, har en yta på 0,0264 kvadratkilometer och är belägen 92 meter över havet.